# Kármán
A Kármán régi magyar személynév, ami valószínűleg a germán Karlmann névből származik. Jelentése: szabad (férfi), legény vagy paraszt + férfi.

## Gyakorisága
Az 1990-es években szórványos név, a 2000-es években nem szerepel a 100 leggyakoribb férfinév között.

## Névnap
- augusztus 17.[2]

## Híres Kármánok

### Vezetéknévként
- Kármán József egyértelműsítő lapon szereplő négy személy
- Kármán Tódor „a szuperszonikus repülés atyja”